# Rico Glagla
Rico Glagla (* 1974 in Wittenberg) ist ein deutscher Behindertensportler.

## Sportlaufbahn
Der aus Bad Düben stammende Sportler Rico Glagla ist ein querschnittgelähmter Rollstuhlfahrer. Er ist einer der deutschen Leistungsträger in den Sportarten Diskuswurf, Speerwurf und Kugelstoßen. Rico Glagla wurde mehrfach Deutscher Meister im Diskuswurf. Auf Grund seiner Leistungen kam er in die deutsche Mannschaft für die Paralympics 2004 in Athen. Dort gewann er in der Leistungsgruppe F 52 eine Silbermedaille im Diskuswurf und eine Bronzemedaille im Kugelstoßen.
Für seine Erfolge bei den Paralympischen Spielen 2004 in Athen wurde er am 16. März 2005 von Bundespräsident Köhler mit dem Silbernen Lorbeerblatt ausgezeichnet.

## Erfolge
- 2002 drei Goldmedaillen
- 2003 Europameisterschaft
- 2004 Paralympics Athen